# Campeonato Paraense de Futebol de 1913
O Campeonato Paraense de Futebol de 1913 foi a 3.ª edição da principal divisão do futebol do Pará. Organizada pela Liga Paraense de Foot-Ball (entidade criada para substituir a antiga Nacional Foot-Ball Association), a competição contou com a participação de sete clubes, todos sediados na capital Belém. O Grupo do Remo sagrou-se campeão, conquistando seu primeiro título local, enquanto o Norte Club ficou com o vice-campeonato.

## Participantes
| Equipe         | Cidade | Títulos (mais recente) | Part. |
| -------------- | ------ | ---------------------- | ----- |
| Belém Clube    | Belém  | 0 (não possui)         | 2     |
| Guarany        | Belém  | 0 (não possui)         | 2     |
| Internacional  | Belém  | 0 (não possui)         | 1ª    |
| Norte Club     | Belém  | 0 (não possui)         | 1ª    |
| Panther        | Belém  | 0 (não possui)         | 2     |
| Remo           | Belém  | 0 (não possui)         | 1ª    |
| União Sportiva | Belém  | 2 (1910)               | 3     |

## Tabela
| 29 de junho | União Sportiva | 2 - 2 | Internacional |  |
|             |                |       |               |  |

| 6 de julho | Norte Club | 2 - 0 | Panther |  |
|            |            |       |         |  |

| 13 de julho | Guarany | 1 - 0 | Belém Sport |  |
|             |         |       |             |  |

| 14 de julho | Grupo do Remo | 4 - 1 | União Sportiva |  |
|             |               |       |                |  |

| 20 de julho | Norte Club | 2 - 0 | União Sportiva |  |
|             |            |       |                |  |

| 27 de julho | Internacional | 1 - 1 | Panther |  |
|             |               |       |         |  |

| 3 de agosto | Guarany | 0 - 4 | Grupo do Remo |  |
|             |         |       |               |  |

| 10 de agosto | Grupo do Remo | 3 - 2 | Panther |  |
|              |               |       |         |  |

| 15 de agosto | Belém Sport | 0 - 6 | Internacional |  |
|              |             |       |               |  |

| 24 de agosto | Panther | 2 - 7 | União Sportiva |  |
|              |         |       |                |  |

| 31 de agosto | Internacional | 1 - 2 | Grupo do Remo |  |
|              |               |       |               |  |

| 7 de setembro | Norte Club | 4 - 0 | Belém Sport |  |
|               |            |       |             |  |

| 14 de setembro | Guarany | 0 - 0 | Internacional |  |
|                |         |       |               |  |

| 21 de setembro | Panther | 2 - 1 | Belém Sport |  |
|                |         |       |             |  |

| 28 de setembro | União Sportiva | 2 - 0 | Belém Sport |  |
|                |                |       |             |  |

| 5 de outubro | Norte Club | 1 - 1 | Grupo do Remo |  |
|              |            |       |               |  |

| 12 de outubro | Internacional | 1 - 2 | Norte Club |  |
|               |               |       |            |  |

| 19 de outubro | Guarany | 1 - 3 | Panther |  |
|               |         |       |         |  |

| 20 de outubro | Grupo do Remo | 10 - 0 | Belém Sport |  |
|               |               |        |             |  |

| 15 de novembro | Norte Club | 1 - 1 | Guarany |  |
|                |            |       |         |  |

| 23 de novembro | Guarany | - | União Sportiva |  |
|                |         |   |                |  |

- Resultado não divulgado

## Premiação
| Campeonato Paraense de 1913       |
| Belém                             |
| --------------------------------- |
| Grupo do Remo Campeão (1º título) |

### Classificação Geral
- Na época, o regulamento considerava 2 pontos por vitória